# Semois
Die Semois, für den Abschnitt in Frankreich auch Semoy (ebenfalls grammatisch weiblich), Sesbach (deutsch in Luxemburg), ist ein Fluss in den südlichen Ardennen, der in Arlon in der Provinz Luxemburg von Belgien entspringt und nach 210 Kilometern Lauf in Monthermé, Département Ardennes in Frankreich, mit einer mittleren Wasserführung von knapp 30 m³/s von rechts in die Maas mündet.
Die Etymologie des Namens ist germanisch: sach (Spitze oder Messer, vgl. Sichel) und mari (für Wasser), was soviel bedeutet wie Wasser (Bach) bei den Steinen wie Messer.

## Geografie
Die Semois entspringt in Arlon, einen halben Kilometer südöstlich der Altstadt, neben der Avenue de Longwy. Die Quelle liegt nur wenig unterhalb der Wasserscheide und gerade einen halben Kilometer westlich von Quellen, die zum Einzugsbereich von Eisch – Alzette – Sauer – Mosel – Rhein gehören. Die Wasserscheide zur Chiers ist etwas über einen Kilometer entfernt und auch nicht viel höher. Arlon liegt auf einem Hochplateau, das nach Westen mit geringem Gefälle in die sanfte Mulde der oberen Semois übergeht, nach Norden, Osten und Süden aber durch beinahe steile Abhänge zu anderen Stromgebieten begrenzt wird. Erst 42 Kilometer weiter westlich, bei Chassepierre (nahe Florenville), gewinnt das Tal der Semois an Tiefe. Von dort bis zur Mündung (erdgeschichtlich eher von der Mündung flussaufwärts bis dort) haben sich die Mäander der Semois tief ins Gestein eingegraben und ein enges Tal mit steilen, teilweise schroffen Hängen geschaffen. Zwischen Bohan (nahe Vresse-sur-Semois) und Les Hautes-Rivières überquert der Fluss die Grenze zwischen Belgien und Frankreich und mündet nach 210 Kilometern Länge bei Monthermé in die Maas, deren Tal von Charleville-Mézières (15 Kilometer südlich) bis Namur (65 Kilometer nördlich) tief eingeschnitten ist. Im französischen Abschnitt verläuft die Semois im Regionalen Naturpark Ardennen.

## Geschichte
Bei Cugnon (zu Bertrix) befindet sich ein keltisches Oppidum der Spätlatènezeit, das wahrscheinlich während des Gallischen Krieges von den Römern erobert wurde. In der Nähe kreuzte die Römerstraße von CIVITAS REMORUM (Reims) nach AUGUSTA TRVERORUM (Trier) den Fluss. Der römische Flussname SESMARA ist aus dem 2. Jahrhundert n. Chr. überliefert.
In einer engen Schleife der Semois liegt die Burg von Bouillon, Stammburg Gottfrieds von Bouillon, die im Laufe der Jahrhunderte zu einer mächtigen Festung ausgebaut wurde.
Am 13. November 2008 wurde der Asteroid (7174) Semois nach dem Fluss benannt.

## Tourismus
Das Tal ist touristisch bedeutsam. Der Fluss selbst ist beliebt bei Kanuten und Anglern. Ein Radwanderweg benutzt teils eine stillgelegte Bahnstrecke, teils die Landstraße. Zu Fuß können zahlreiche Aussichtspunkte oben an den Talhängen erreicht werden.